# Eugène Michaud
Pour les articles homonymes, voir Michaud.
Eugène Michaud, né le 13 mars 1839 à Pouilly-sur-Saône et mort le 3 décembre 1917 à Berne, est un docteur en théologie et un réformateur catholique.

## Biographie

### Jeunesse
Philibert-Eugène Michaud est le fils de Claude-Henry Michaud et sa première épouse Anne-Marie Mahet. À l’âge de quatre ans lorsqu'il perd sa mère. Son père se remarie l'année suivante. La famille quitte la Côte-d'Or lorsque le père, administrateur forestier, accepte un poste de commis à la Manufacture de  fer blanc de Bains-les-Bains. Le jeune Eugène est mis en pension au bourg de Bains-en-Vosges, tout proche de la Manufacture, chez le recteur de l'école Joseph Brallet qui pratique dans son école l'enseignement semi-mutuel. En complément, des cours de latin et de grec lui sont dispensés par le curé de Bains et le jeune garçon est admis, à la rentrée de 1850, au petit séminaire de Senaide, puis à Châtel-sur-Moselle. Il poursuivra ses études au séminaire de Plombières-lès-Dijon puis étudiera la rhétorique au grand séminaire de Dijon. En attendant son ordination, il devient précepteur dans une famille aisée de Dijon, la famille de Blie. Par eux, il fera la connaissance d'Henri Lacordaire et souhaitera lui aussi entrer dans l'Ordre des Prêcheurs; il prendra la robe au couvent dominicain de Flavigny-sur-Ozerain en octobre 1860. Ordonné prêtre en 1864, il est nommé vicaire à église de la Madeleine de Paris où ses prédications sont suivies par un nombreux public, il occupera ce poste jusqu'en 1872.

### Après Vatican I
En décembre 1869, le premier concile œcuménique du Vatican, dit aussi Vatican I, réuni par le Pape Pie IX, définit entre autres l'infaillibilité pontificale. Michaud s'oppose à la proclamation du dogme de l'infaillibilité pontificale et se sépare  de l’Église romaine en 1872 et rejoint Ignaz von Döllinger et le mouvement des Vieux catholique à Munich. C'est dans cette ville qu'il sera reçu Docteur en théologie. Lorsque est fondée en 1874 une faculté de théologie catholique-chrétienne au sein de l'Université de Berne il y est professeur et y enseigne la dogmatique et l'histoire ecclésiastique. À la faculté de Lettres de la même ville il enseigne aussi la littérature française et sera désigné recteur, poste qu'il occupe en 1892 et 1893. Il dirige la Revue Internationale de Théologie, le journal édité par l'Église vieille-catholique de 1893 à 1910.

## Œuvres
- Guillaume de Champeaux: et les écoles de Paris au XIIe siècle, éd. Didier, 1867
- Morale religieuse. L'esprit et la lettre dans la piété, éd. E. Maillet, libraire-éditeur, 1869
- La foi, Esprit et la lettre dans la morale religieuse, éd. Didier, 1870
- Guignol et la Révolution dans l' Église romaine, M. Veuillot et son parti condamnés par les Archevêques et les évêques de Paris, Tours, Viviers[5]..., éd. Sandoz et Fischbacher, 1872
- De la falsification des catéchismes français et des manuels de théologie par le parti romaniste de 1670 à 1868, éd.	Sandoz et Fischbacher, Paris, 1872
- Plutôt la mort que le déshonneur: appel aux anciens catholiques de France contre les révolutionnaires romanistes, éd. Sandoz et Fischbacher, 1872
- Comment l'église romaine n'est plus l'église catholique, éd.Sandoz, 1872
- Les faux libéraux de l'église romaine: Réponse au P. Perraud et à ses adhérents, éd. Sandoz et Fischbacher, 1872
- La papauté antichrétienne, éd. Sandoz et Fischbacher, 1873
- Le mouvement contemporain des églises: Études religieuses et politiques, éd. Sandoz et Fischbacher, 1874
- De l'état présent de l'église catholique-romaine en France, éd. Sandoz et Fischbacher, 1875
- Étude stratégique contre Rome, éd. Sandoz et Fischbacher, 1876
- Discussion sur les sept conciles œcuméniques étudiés au point de vue traditionnel et libéral, éd. Sandoz & Fischbacher, 1878
- Louis XIV et Innocent XI d'après les correspondances diplomatiques inédites du Ministère des affaires étrangères de France, 3 volumes, éd. G. Charpentier, 1883
- La politique de compromis avec Rome en 1689: le Pape Alexandre VIII et le duc de Chaulnes, éd.Schmid, Francke, 1888
- Le jésuitisme politique et le comte de Montlosier en 1826, éd. Schmid, Francke, 1889
- La théologie et le temps présent, éd. Schmid, Francke & Company, 1893
- Les Enseignements essentiels du Christ, éd. E. Nourry, 1907

## Sources
- Raoul Dederen, Un réformateur catholique au XIXe siècle: Eugène Michaud (1839-1917), éd. Librairie Droz, 1963,  (ISBN 9782600039475)
- Le Catholique français: organe de l'Église catholique gallicane, M. le docteur E.Michaud, page 998,  1908Eugène Michaud et la Revue
- Eugène Michaud et la revue internationale de théologie, Internationale kirchliche Zeitschrift : neue Folge der Revue internationale de théologie, 1965.
- Dictionnaire du monde religieux dans la France contemporaine., vol. 10 : Les marges du christianisme, éd. Beauchesne, 2001,  (ISBN 9782701014180)